# Luís Fernandes Vergara
Luís Fernandes Vergara (Cerro Largo, 24 de fevereiro de 1894 — Rio de Janeiro, 7 de fevereiro de 1973) foi um advogado e político brasileiro.
Graduado em direito pela Faculdade de Direito de Porto Alegre, em 1926.
Foi ministro chefe da Casa Civil da Presidência da República no governo de Getúlio Vargas, de 15 de junho de 1936 a 29 de outubro de 1945.